# منتخب بروناي تحت 23 سنة لكرة القدم
منتخب بروناي تحت 23 سنة لكرة القدم (بالإنجليزية: Brunei national under-23 football team) هو ممثل بروناي الرسمي في المنافسات الدولية في كرة القدم في فئة كرة قدم تحت 23 سنة للرجال، يديريه اتحاد بروناي لكرة القدم.

## سجل البطولة

### الألعاب الأولمبية
| سجل الألعاب الأولمبية الصيفية | سجل الألعاب الأولمبية الصيفية | سجل الألعاب الأولمبية الصيفية | سجل الألعاب الأولمبية الصيفية | سجل الألعاب الأولمبية الصيفية | سجل الألعاب الأولمبية الصيفية | سجل الألعاب الأولمبية الصيفية | سجل الألعاب الأولمبية الصيفية | سجل الألعاب الأولمبية الصيفية |
| السنة                         | النتيجة                       | المركز                        | لعب                           | فاز                           | تعادل                         | خسر                           | له                            | عليه                          |
| ----------------------------- | ----------------------------- | ----------------------------- | ----------------------------- | ----------------------------- | ----------------------------- | ----------------------------- | ----------------------------- | ----------------------------- |
| 1992                          | لم يشارك                      | لم يشارك                      | لم يشارك                      | لم يشارك                      | لم يشارك                      | لم يشارك                      | لم يشارك                      | لم يشارك                      |
| 1996 ‏                         | لم يشارك                      | لم يشارك                      | لم يشارك                      | لم يشارك                      | لم يشارك                      | لم يشارك                      | لم يشارك                      | لم يشارك                      |
| 2000 ‏                         | لم يشارك                      | لم يشارك                      | لم يشارك                      | لم يشارك                      | لم يشارك                      | لم يشارك                      | لم يشارك                      | لم يشارك                      |
| 2004                          | لم يشارك                      | لم يشارك                      | لم يشارك                      | لم يشارك                      | لم يشارك                      | لم يشارك                      | لم يشارك                      | لم يشارك                      |
| 2008                          | لم يشارك                      | لم يشارك                      | لم يشارك                      | لم يشارك                      | لم يشارك                      | لم يشارك                      | لم يشارك                      | لم يشارك                      |
| 2012                          | لم يشارك                      | لم يشارك                      | لم يشارك                      | لم يشارك                      | لم يشارك                      | لم يشارك                      | لم يشارك                      | لم يشارك                      |
| 2016                          | لم يتأهل                      | لم يتأهل                      | لم يتأهل                      | لم يتأهل                      | لم يتأهل                      | لم يتأهل                      | لم يتأهل                      | لم يتأهل                      |
| 2020                          | سوف يتم تحديدها               | سوف يتم تحديدها               | سوف يتم تحديدها               | سوف يتم تحديدها               | سوف يتم تحديدها               | سوف يتم تحديدها               | سوف يتم تحديدها               | سوف يتم تحديدها               |
| 2024                          | سوف يتم تحديدها               | سوف يتم تحديدها               | سوف يتم تحديدها               | سوف يتم تحديدها               | سوف يتم تحديدها               | سوف يتم تحديدها               | سوف يتم تحديدها               | سوف يتم تحديدها               |
| 2028                          | سوف يتم تحديدها               | سوف يتم تحديدها               | سوف يتم تحديدها               | سوف يتم تحديدها               | سوف يتم تحديدها               | سوف يتم تحديدها               | سوف يتم تحديدها               | سوف يتم تحديدها               |
| الاجمالي                      |                               | 0 / 7                         |                               |                               |                               |                               |                               |                               |

### الألعاب الآسيوية
| سجل الألعاب الآسيوية | سجل الألعاب الآسيوية | سجل الألعاب الآسيوية | سجل الألعاب الآسيوية | سجل الألعاب الآسيوية | سجل الألعاب الآسيوية | سجل الألعاب الآسيوية | سجل الألعاب الآسيوية | سجل الألعاب الآسيوية |
| السنة                | الجولة               | المركز               | لعب                  | فاز                  | تعادل*               | خسر                  | له                   | عليه                 |
| -------------------- | -------------------- | -------------------- | -------------------- | -------------------- | -------------------- | -------------------- | -------------------- | -------------------- |
| 2002                 | لم يتأهل             | -                    | -                    | -                    | -                    | -                    | -                    | -                    |
| 2006 ‏                | لم يتأهل             | -                    | -                    | -                    | -                    | -                    | -                    | -                    |
| 2010                 | لم يتأهل             | -                    | -                    | -                    | -                    | -                    | -                    | -                    |
| 2014                 | لم يتأهل             | -                    | -                    | -                    | -                    | -                    | -                    | -                    |
| 2018                 | لم يشارك             | -                    | -                    | -                    | -                    | -                    | -                    | -                    |
| الاجمالي             | 0/5                  | 0                    | 0                    | 0                    | 0                    | 0                    | 0                    | 0                    |

- منذ عام 2002 ، تحولت «كرة القدم في دورة الألعاب الآسيوية» إلى بطولة تحت 23 عامًا.

### SEA Games
| SEA Games Record | SEA Games Record | SEA Games Record | SEA Games Record | SEA Games Record | SEA Games Record | SEA Games Record | SEA Games Record | SEA Games Record |
| السنة            | الجولة           | المركز           | لعب              | فاز              | تعادل*           | خسر              | له               | عليه             |
| ---------------- | ---------------- | ---------------- | ---------------- | ---------------- | ---------------- | ---------------- | ---------------- | ---------------- |
| 2001             | الجولة 1         | 9/9              | 3                | 0                | 0                | 3                | 1                | 19               |
| 2003             | لم يشارك         | -                | -                | -                | -                | -                | -                | -                |
| 2005             | انسحب            | -                | -                | -                | -                | -                | -                | -                |
| 2007             | لم يشارك         | -                | -                | -                | -                | -                | -                | -                |
| 2009             | لم يشارك         | -                | -                | -                | -                | -                | -                | -                |
| 2011             | الجولة 1         | 9/11             | 5                | 1                | 1                | 3                | 5                | 17               |
| 2013             | الجولة 1         | 10/10            | 4                | 0                | 0                | 4                | 2                | 14               |
| 2015             | الجولة 1         | 11/11            | 5                | 0                | 0                | 5                | 2                | 17               |
| 2017             | الجولة 1         | 11/11            | 4                | 0                | 0                | 4                | 1                | 12               |
| 2019             | TBD              | -                | -                | -                | -                | -                | -                | -                |
| الاجمالي         | 5/9              | مرحلة المجموعات  | 21               | 1                | 1                | 20               | 11               | 79               |

- منذ عام 2001 ، تحولت football at the Southeast Asian Games إلى بطولة تحت 23 عامًا.

### سجل بطولة آسيا تحت 23 سنة
| بطولة آسيا تحت 23 عاما | بطولة آسيا تحت 23 عاما | بطولة آسيا تحت 23 عاما | بطولة آسيا تحت 23 عاما | بطولة آسيا تحت 23 عاما | بطولة آسيا تحت 23 عاما | بطولة آسيا تحت 23 عاما | بطولة آسيا تحت 23 عاما |
| السنة                  | الجولة                 | لعب                    | فاز                    | تعادل                  | خسر                    | له                     | عليه                   |
| ---------------------- | ---------------------- | ---------------------- | ---------------------- | ---------------------- | ---------------------- | ---------------------- | ---------------------- |
| 2013                   | لم يشارك               | -                      | -                      | -                      | -                      | -                      | -                      |
| 2016                   | لم يتأهل               | -                      | -                      | -                      | -                      | -                      | -                      |
| 2018                   | لم يتأهل               | -                      | -                      | -                      | -                      | -                      | -                      |
| 2020                   | لم يتأهل               | -                      | -                      | -                      | -                      | -                      | -                      |
| الاجمالي               | 0/4                    | 0                      | 0                      | 0                      | 0                      | 0                      | 0                      |

*Denotes تشمل التعادلات مباريات خروج المغلوب التي تم تحديدها في ركلات الجزاء.